# Parachalciope rotundata
Parachalciope rotundata är en fjärilsart som beskrevs av M.Gaede 1936. Parachalciope rotundata ingår i släktet Parachalciope och familjen nattflyn. Inga underarter finns listade i Catalogue of Life.